# 羅西利納
48°46′43″N 24°22′0″E / 48.77861°N 24.36667°E

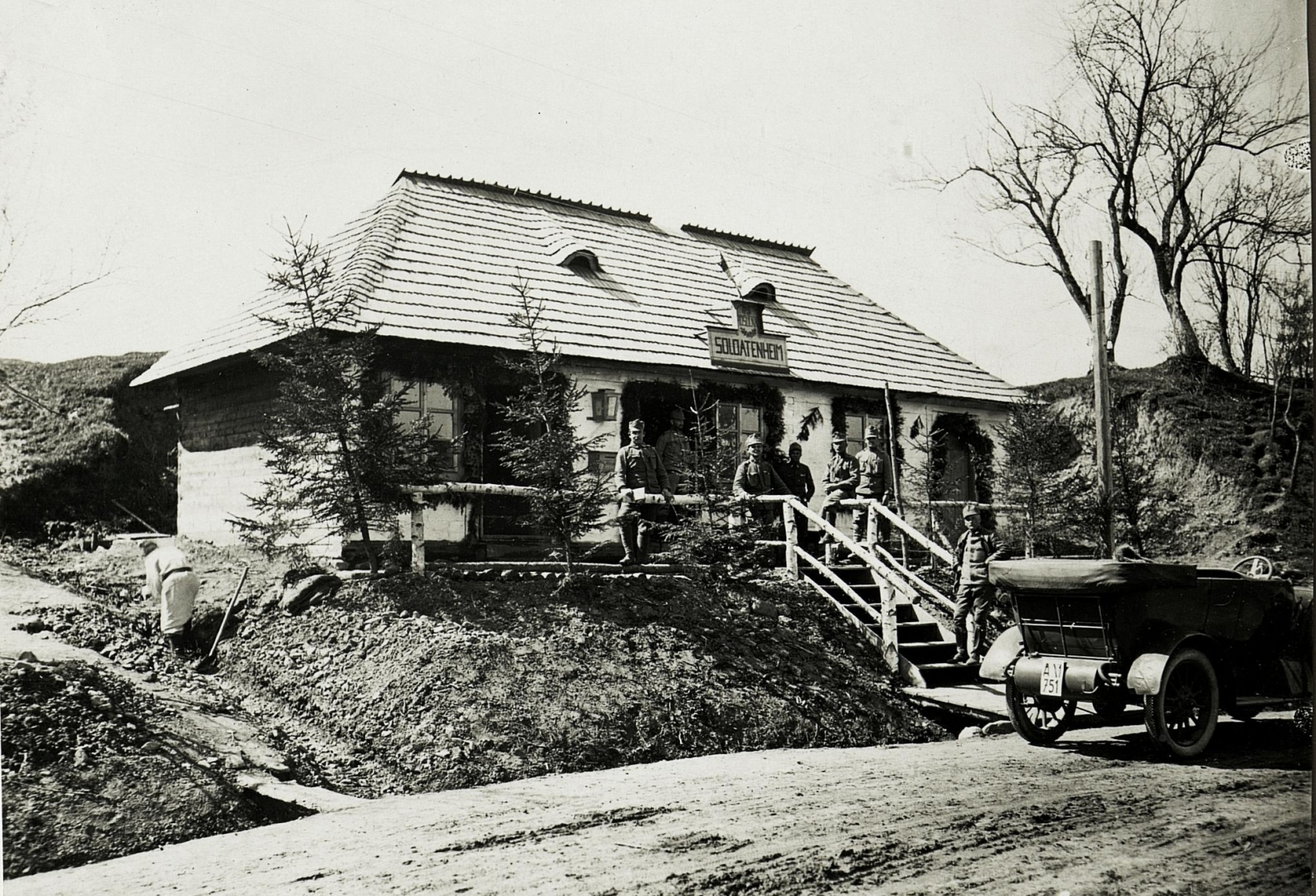
羅西利納的士兵之家

羅西利納（烏克蘭語：Росільна），是烏克蘭西部的村莊，隸屬伊萬諾-弗蘭科夫斯克州的伊萬諾-弗蘭科夫斯克區。該村始建於1482年，面積33平方公里，2024年人口3,169，人口密度每平方公里97.3人。